# April 1932
| Deze maand                                                                    |
| ----------------------------------------------------------------------------- |
| - Onderhandelingen in Shanghai - Opstand in Ecuador - Von Hindenburg herkozen |

De volgende gebeurtenissen speelden zich af in april 1932. Sommige gebeurtenissen kunnen 1 of meerdere dagen te laat genoemd worden omdat ze per abuis vermeld zijn op de datum waarop ze bekend zijn geworden in plaats van de datum dat ze plaatsvonden.

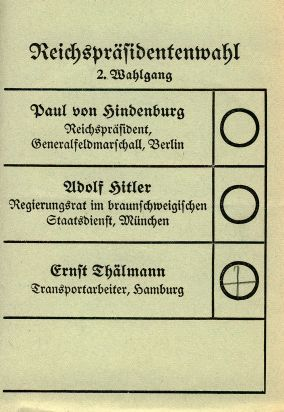
Duits verkiezingsbiljet

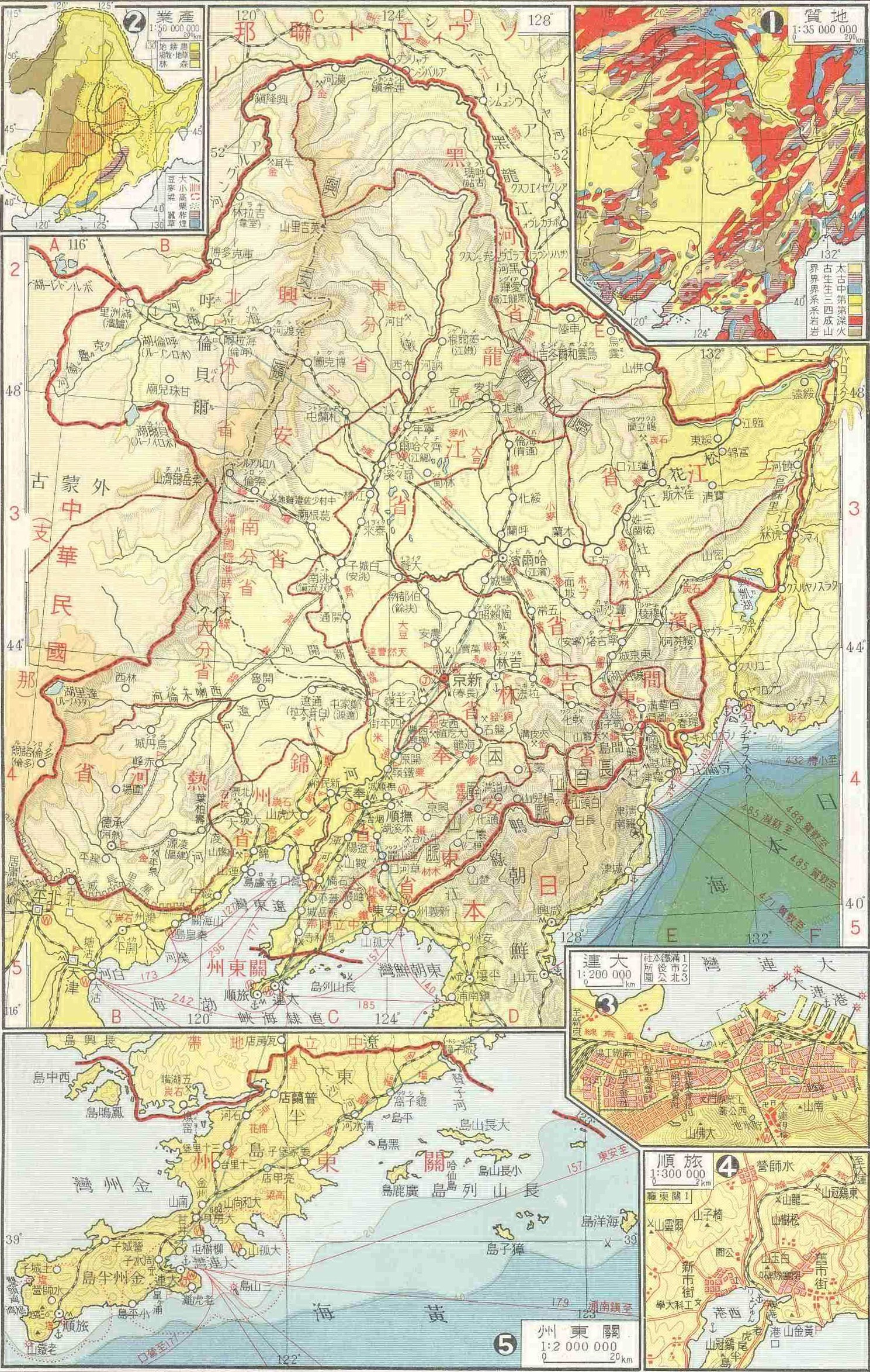
Mantsjoerije

- 1: De effectenbeurs en winkels in Shanghai, die wegens de vijandelijkheden waren gesloten, worden heropend.
- 4: De eerste spoorlijn naar Vaticaanstad wordt in gebruik genomen.
- 6: Het Verenigd Koninkrijk weigert Mantsjoerije te erkennen.
- 8: Gewapende opstand in Ecuador. Enkele dagen later (13 april) wordt gemeld dat de rust hersteld is.
- 10: Paul von Hindenburg wordt herkozen als rijkspresident van Duitsland. Hij verslaat in de tweede ronde Adolf Hitler.
- 10: Japan verklaart dat indien artikel 15 (dat maatregelen mogelijk maakt tegen landen die besluiten van de Volkenbond niet opvolgen) tegen Japan zal worden toegepast, het land de Volkenbond zal verlaten.
- 11: Natal verklaart zich voor afscheiding van de Zuid-Afrikaanse Unie.
- 11: Na een onderbreking van 3 weken wordt de Ontwapeningsconferentie hervat.
- 12: De onderhandelingen over een regeling in het Chinees-Japanse conflict rond Shanghai worden zonder resultaat afgebroken. Belangrijkste struikelpost is dat Japan weigert een uiterste datum voor zijn terugtrekking te noemen, terwijl dat door China wel geëist wordt.
- 13: In Duitsland worden de SA en de SS verboden. Het Bruine Huis in München (Hitlers hoofdkwartier) wordt bezet.
- 13: Een bomaanslag op een Japanse troepentrein in Mantsjoerije eist 11 doden en 93 gewonden.
- 15: Zuid-Servië wordt getroffen door zware overstromingen.
- 17: Aardbevingen en vulkaanuitbarstingen teisteren de zuidelijke Andes.
- 19: In de ontwapeningsconferentie wordt met algemene stemmen een resolutie aangenomen die het principe van stapsgewijze ontwapening aanvaardt.
- 19: De Volkenbondcommissie betreffende het Chinees-Japanse conflict neemt een resolutie aan inzake de vaststelling van de termijn van de Japanse terugtrekking uit Shanghai.
- 20: Japan noemt de resolutie van 19 april onaanvaardbaar.
- 20: Het Ierse parlement neemt het wetsontwerp aan dat de eed van trouw aan de Britse kroon uit de Ierse grondwet schrapt.
- 21: Philips ontwikkelt een elektrische fiets, die in mei in de handel zal komen.
- 21: De ontwapeningsconferentie neemt een resolutie aan, inhoudende dat aanvalswapens verboden dan wel geïnternationaliseerd moeten worden.
- 24: Bij verkiezingen voor de Pruisische landdag groeit de NSDAP van 9 naar 162 van de 422 zetels.
- 26: 150 leden van de Congrespartij worden gearresteerd om een bijeenkomst van de beweging in Delhi te voorkomen.
- 27: De Chinese en Japanse onderhandelaars in Shanghai onderzoeken een nieuw bemiddelingsvoorstel van de Britse gezant Sir Miles Lampson.
- 29: Bij een parade in Shanghai wordt een bom geworpen naar een tribune met Japanse hoogwaardigheidsbekleders. In reactie hierop schort Japan de wapenstilstandsbesprekingen voor onbepaalde tijd op.
- 30: De Volkenbond bekrachtigt het gesloten maar nog niet ondertekende wapenstilstandsverdrag in Shanghai.

<< · januari · februari · maart · april · mei · juni · juli · augustus · september · oktober · november · december · >>